# American Gangster (альбом)
American Gangster — десятий студійний альбом американського репера Jay-Z, що вийшов 6 листопада 2007 року на Def Jam Recordings та Roc-A-Fella Records Він був задуманий як концептуальний альбом — натхненний однойменним фільмом 2007 року. 
Альбом містить продакшн Diddy & the Hitmen, Just Blaze, The Neptunes та інших. Продакшн альбому побудовано навколо соулу та фанку 1970-х років, на інструментах, на яких грають професійні музиканти, включаючи валторни, струнні аранжування, барабанщиків та нетрадиційну перкусію, створену за допомогою пляшок.
Серед гостей альбому: Beanie Sigel, Lil Wayne, Pharrell і Nas. Тематика альбому базується на гангстерському стилі життя, американській мрії та спогадах Jay-Z про дитинство в Брукліні, Нью-Йорк.
American Gangster отримав широке визнання критиків і розглядався музичними критиками як повернення до найкращої форми Jay-Z після розчарування критиків його попередным альбомом Kingdom Come 2006 року". Він був віднесений до найкращих альбомів 2007 року в списках кількох видань на кінець року, включаючи The Austin Chronicle, які поставили його на перше місце. Журнал Rolling Stone також назвав другий сингл альбому «Roc Boys (And the Winner Is)...» найкращою піснею 2007 року.
Альбом також мав комерційний успіх, дебютувавши під номером один у Billboard 200, продавши понад 425 000 копій за перший тиждень. Це став десятим альбомом Jay-Z, який займав перше місце, зрівнявши його з Елвісом Преслі на другому місці найбільших альбомів номер один у чарті. Через місяць після випуску, у грудні 2007 року Асоціація індустрії звукозапису Америки (RIAA) отримала платиновий сертифікат. Станом на серпень 2009 року в США було продано 1 131 000 копій альбому.
Це був останній альбом Jay-Z, що вийшов на Def Jam Recordings перед підписанням контракту з Live Nation через два роки.

## Список композицій
| #   | Назва                                      | Автор | Продюсер(и)                          | Тривалість |
| --- | ------------------------------------------ | --- | ------------------------------------ | ---------- |
| 1.  | «Intro» (у виконанні Ідріса Ельби)         | Idris "Driis" Elba Angel Wood                                                                                      | Ідріс Ельба Chris Flame (спів.)      | 2:00       |
| 2.  | «Pray»                                     | Shawn Carter Sean Combs Deleno Matthews Levar Coppin Alan Hawkshaw                                                 | Diddy Sean C LV                      | 4:24       |
| 3.  | «American Dreamin'»                        | Carter Combs Matthews Coppin Marvin Gaye Arthur Ross Leon Ware                                                     | Diddy Sean C LV Mario Winans (спів.) | 4:47       |
| 4.  | «Hello Brooklyn 2.0» (за участю Lil Wayne) | Carter Dwayne Carter Derrick Baker                                                                                 | Bigg D                               | 3:55       |
| 5.  | «No Hook»                                  | S. Carter Combs Matthews Coppin Barry White                                                                        | Diddy Sean C LV                      | 3:13       |
| 6.  | «Roc Boys (And the Winner Is)...»          | S. Carter Combs Matthews Coppin Thomas Brenneck Dave Guy Mike Deller Leon Michels Bosco Mann                       | Diddy Sean C Skyz Muzik LV           | 4:12       |
| 7.  | «Sweet»                                    | S. Carter Combs Matthews Coppin Rudy Love                                                                          | Diddy Sean C LV                      | 3:26       |
| 8.  | «I Know»                                   | S. Carter Pharrell Williams                                                                                        | The Neptunes                         | 3:42       |
| 9.  | «Party Life»                               | S. Carter Combs Matthews Coppin Willie Hale David Stone                                                            | Diddy Sean C LV                      | 4:29       |
| 10. | «Ignorant Shit» (за участю Beanie Sigel)   | S. Carter Justin Smith Dwight Grant Rudolph Isley O'Kelly Isley Ronald Isley Marvin Isley Ernie Isley Chris Jasper | Just Blaze                           | 3:41       |
| 11. | «Say Hello»                                | S. Carter Aldrin Davis Tom Brocker                                                                                 | DJ Toomp                             | 5:26       |
| 12. | «Success» (за участю Nas)                  | S. Carter Ernest Wilson Nasir Jones Larry Ellis                                                                    | No I.D. Jermaine Dupri (спів.)       | 3:30       |
| 13. | «Fallin'»                                  | S. Carter Jermaine Dupri Tony Hester                                                                               | Dupri No I.D. (спів.)                | 4:06       |
| 14. | «Blue Magic» (бонус-трек)                  | S. Carter Williams Denzil Foster Thomas McElroy Terry Ellis Cindy Herron Maxine Jones Dawn Robinson Bernhard Kaun  | The Neptunes                         | 4:10       |
| 15. | «American Gangster» (бонус-трек)           | S. Carter Smith Curtis Mayfield                                                                                    | Just Blaze                           | 3:40       |

## Чарти

### Щотижневі чарти
| Чарт (2007)                                  | Найвища позиція |
| -------------------------------------------- | --------------- |
| Бельгія Belgian Albums (Ultratop Flanders)   | 88              |
| Канада Canadian Albums (Billboard)           | 3               |
| Нідерланди Dutch Albums (MegaCharts)         | 64              |
| Франція French Albums (SNEP)                 | 58              |
| Німеччина German Albums (Offizielle Top 100) | 99              |
| Irish Albums (IRMA)                          | 59              |
| Норвегія Norwegian Albums (VG-lista)         | 29              |
| Шотландія Scottish Albums (OCC)              | 36              |
| Швейцарія Swiss Albums (Schweizer Hitparade) | 17              |
| Велика Британія UK Albums (OCC)              | 30              |
| США Billboard 200                            | 1               |
| США Top R&B/Hip-Hop Albums (Billboard)       | 1               |
| США Top Rap Albums (Billboard)               | 1               |

### Річні чарти
| Чарт (2007)                           | Позиція |
| ------------------------------------- | ------- |
| US Billboard 200                      | 115     |
| US Top R&B/Hip-Hop Albums (Billboard) | 28      |

| Чарт (2008)                           | Позиція |
| ------------------------------------- | ------- |
| US Billboard 200                      | 57      |
| US Top R&B/Hip-Hop Albums (Billboard) | 10      |

## Сертифікації
| Регіон                                             | Сертифікація | Продажі    |
| -------------------------------------------------- | ------------ | ---------- |
| Канада (Music Canada)                              | Золотий      | 50 000^    |
| Велика Британія (BPI)                              | Срібний      | 60 000^    |
| США (RIAA)                                         | Платиновий   | 1 000 000^ |
| ^відвантаження, що базуються лише на сертифікаціях |              |            |